# 擬五加屬
擬五加屬（學名：Araliopsoides），是五加科下的一個已滅絕的屬。生存於白堊紀晚期，生長在溫暖的熱帶至亞熱帶落葉林中。

## 特徵
擬五加屬的葉片很大，為典型的三裂片型態，表面粗糙，外觀變化相差甚大。葉厚且有彈性，葉緣平滑無鋸齒。葉脈簡單，由一條中央葉脈和與其成45度角分支出去的小葉脈組成。

## 物種
- Araliopsoides cretacea (Newberry)[3]